# Ервинтон (Џорџија)
Ервинтон (Џорџија) (енгл. Irwinton) град је у америчкој савезној држави Џорџија. По попису становништва из 2010. у њему је живело 589 становника.

## Демографија
Према попису становништва из 2010. у граду је живело 589 становника, што је 2 (0,3%) становника више него 2000. године.
| Група             | 2000.       | 2010.       |
| Белци             | 247 (42,1%) | 214 (36,3%) |
| Афроамериканци    | 335 (57,1%) | 324 (55,0%) |
| Азијати           | 0 (0,0%)    | 3 (0,5%)    |
| Хиспаноамериканци | 4 (0,7%)    | 48 (8,1%)   |
| Укупно            | 587         | 589         |